# Ebba Bernadottová
Ebba Bernadottová (rozená Ebba Henrietta Munck af Fulkila; 24. října 1858 – 16. října 1946) byla švédská šlechtična, dvorní dáma a titulární princezna, manželka prince Oskara Bernadotta.

## Život
Ebba se narodila jako dcera ve Finsku narozeného šlechtice, plukovníka Karla Jakuba Munck af Fulkila, a baronky Henriky Cederströmové. Byla dvorní dámou švédské korunní princezny Viktorie Bádenské, která v roce 1885 navštívila v Amsterdamu svého švagra Oskara, který měl pro srdeční potíže podstoupit lékařské vyšetření.

### Manželství
Ebba a Oscar navštívili během pobytu v Amsterdamu kostel norských námořníků a zamilovali se do sebe: Ebba byla pobožná a v tomto ohledu Oskara ovlivnila. Když Oscar řekl své rodině, že si chce Erbu vzít, byla rodina pohoršena a on byl nucen vzít si dvouleté období na zvážení a Ebba byla propuštěna z pozice dvorní dámy. V roce 1887 řekl Oskar své rodině, že svůj názor nezměnil, a královský dům dal se sňatkem souhlas pod podmínkou, že Oskarovi bratři podepíší dokument, v němž slibují, že nikdy nevstoupí do podobného manželství, což také učinili.
21. ledna 1888 byl ve Stockholmském paláci uspořádán ples, na kterém bylo dovoleno Oskarovi a Ebbě, aby spolu tančili, a 29. ledna bylo formálně oznámeno jejich zasnoubení. Svazek v královském domě způsobil velký smutek, ale získal mnoho sympatií od veřejnosti. Říkalo se, že mezi lidem a královským domem byl postaven most: "most Munck" a fakt, že se Oskar musel vzdát svého královského titulu, přiměl lid říkat, že král už neměl čtyři syny, ale pouze tři, protože jeden z nich se "oženil a musel odejít". Když pár opouštěl Stockholm, shromáždil se na vlakovém nádraží velký dav, aby je vyprovodil a vyjádřil svou podporu.

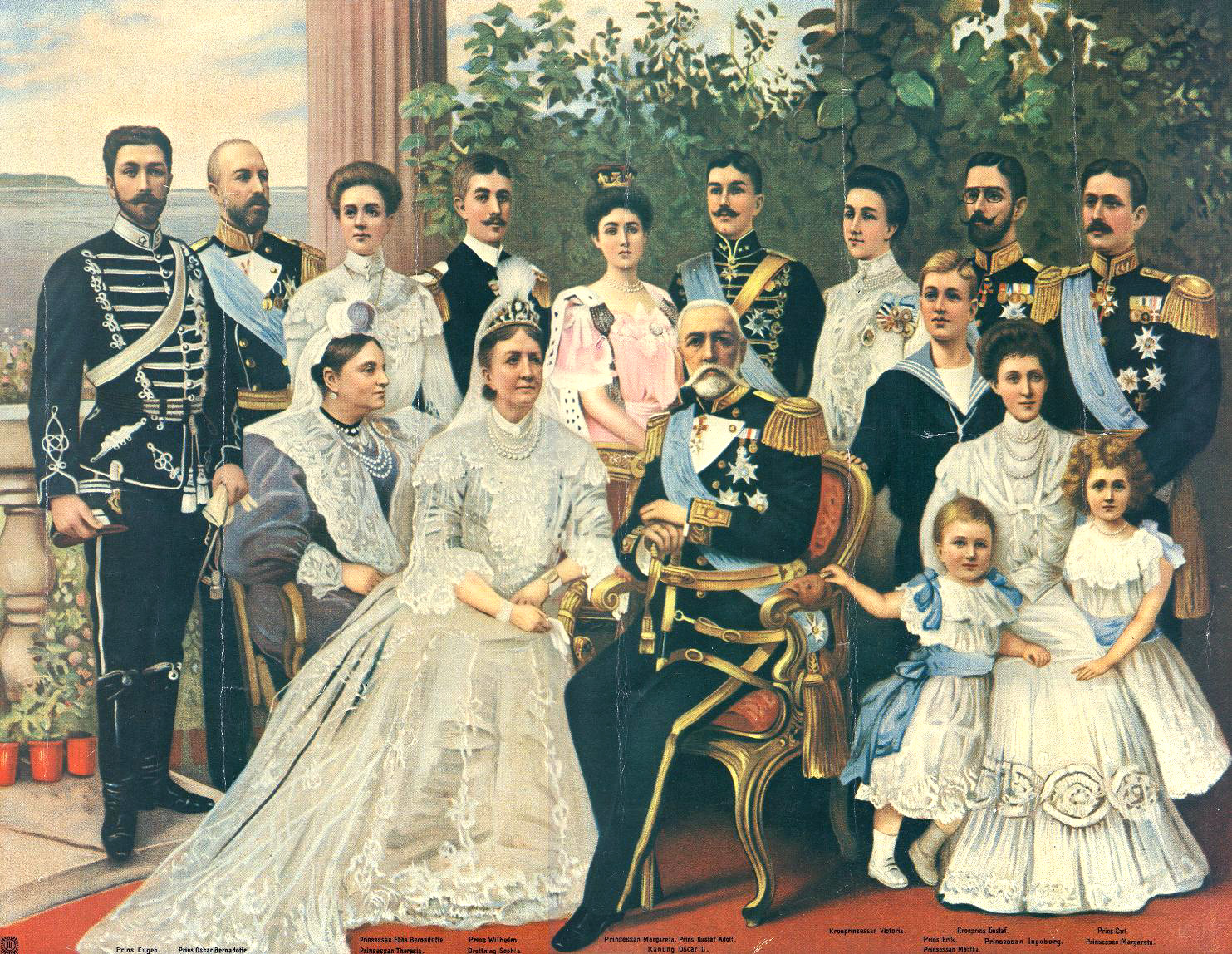
Švédská královská rodina v roce 1905 (Ebba stojící třetí zleva mezi svým manželem Oskarem a synovcem Vilémem).

Ebba a Oskar byli oddáni 15. března 1888 v kostele sv. Štěpána v Bournemouth v Anglii vikářem Gustafem Beskowem, který byl blízký královně Žofii Nasavské. Svatby se účastnili Oskarova matka královna Žofie, dva jeho mladší bratři Karel a Evžen, sestřenice dánská korunní princezna Luisa Švédská a matka a bratr Ebby. Ve Švédsku byl Ebbě dán místo titulu "švédská princezna" dán nevyjasněný titul "princezna Bernadotte".

### Pozdější život
Po sňatku se Ebba oddala křesťanské charitě. Pár žil prostým životem ve Stockholmu daleko od královského dvora a vzhledem k okolnostem jejich manželství budilo velké sympatie. Jejich vztah byl popisován jako šťastný a manželé se věnovali společným zájmům v náboženství a křesťansky ovlivněné sociální práci.
Ebba byla členkou různých křesťanských charitativních organizací: v roce 1894 se stala členkou Lapska missionens vänner ("Přátelé sámské mise"), v letech 1897-1912 byla členkou představenstva Kristliga föreningens av unga kvinnor („Křesťanská společnost pro mladé ženy“) a v roce 1900 se stala předsedkyní Bokpåsemissionen för sjömän ("Bookbag-mise pro námořníky"), která měla svá zasedání v jejím domě.

### Potomci
Ebba měla s princem Oskarem pět dětí:
- 1. Marie Bernadotte af Wisborg (28. 2. 1889 Karlskrona – 19. 6. 1974 Stockholm), svobodná a bezdětná[1][2]
- 2. Karel Bernadotte af Wisborg (27. 5. 1890 Karlskrona – 23. 4. 1977 Stockholm)[3][4]
⚭ 1915 baronka Marianne De Geer (6. 10. 1893 Rasbo – 31. 7. 1978 Stockholm), rozvedli se roku 1935[5][6][7]
⚭ 1937 Gertrude Börjesson (30. 10. 1910 Södertälje – 17. 11. 2004 Jönköping)[8]
- 3. Žofie Bernadotte af Wisborg (17. 5. 1892 Karlskrona – 21. 6. 1936 Stockholm)[9][10]
⚭ 1918 Carl Mårten Fleetwood (19. 9. 1885 Göteborg – 19. 1. 1966 Strängnäs)[11]
- 4. Elsa Bernadotte af Wisborg (3. 8. 1893 Stockholm – 17. 7. 1996 tamtéž)[12][13][14]
⚭ 1929 Carl Axel Cedergren (26. 7. 1891 Gävle – 10. 7. 1971 Stockholm)[15][16][17]
- 5. Folke Bernadotte af Wisborg (2. 1. 1895 Stockholm – 17. 9. 1948 Jeruzalém), diplomat, vyjednavač OSN, zavražděn členy militantní skupiny Lechi[18][19][20]
⚭ 1928 Estelle Romaine Manville (26. 9. 1904 Pleasantville – 28. 5. 1984 Uppsala)[21][22][23]